# Tommy Kirk
Thomas Lee Kirk (Louisville, 10 december 1941 – Las Vegas, 28 september 2021) was een Amerikaanse acteur en ondernemer.

## Biografie
Tommy Kirk was vooral bekend van zijn optredens in films gemaakt door Walt Disney Studios zoals Old Yeller, The Shaggy Dog, Swiss Family Robinson, The Absent-Minded Professor en The Misadventures of Merlin Jones, evenals de strandfeestfilms uit het midden van de jaren 60. Hij verscheen vaak als tegenspeler van Annette Funicello of als lid van een gezin met Kevin Corcoran als zijn jongere broer en Fred MacMurray als zijn vader.
Kirks carrière bij Disney eindigde in 1964 toen het nieuws over zijn homoseksualiteit openbaar dreigde te worden. Hij worstelde enkele jaren met een drugsverslaving en een depressie en verscheen in een reeks lowbudgetfilms voordat hij halverwege de jaren 70 de acteerwereld verliet.
Kirk opende een schoonmaakbedrijf en leidde een overwegend gewoon leven, waarbij hij nog sporadisch acteerde in een bijrol en af en toe op fanconventies verscheen. Hij overleed in september 2021 in zijn huis in Las Vegas, Nevada, op 79-jarige leeftijd.

## Filmografie (selectie)
- 1955: TV Reader’s Digest
- 1956: The Hardy Boys
- 1957: Old Yeller
- 1959: The Shaggy Dog
- 1960: Swiss Family Robinson
- 1961: The Absent-Minded Professor
- 1961: Babes in Toyland
- 1961: Moon Pilot
- 1962: Bon Voyage!
- 1963: Savage Sam
- 1963: Son of Flubber
- 1964: Pajama Party

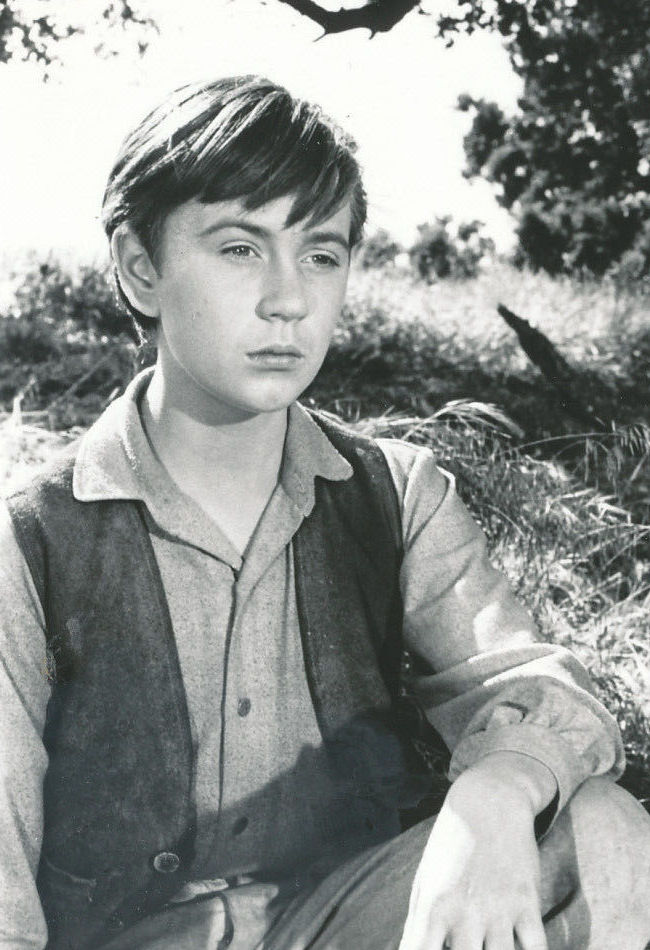
Tommy Kirk in Old Yeller (1957)

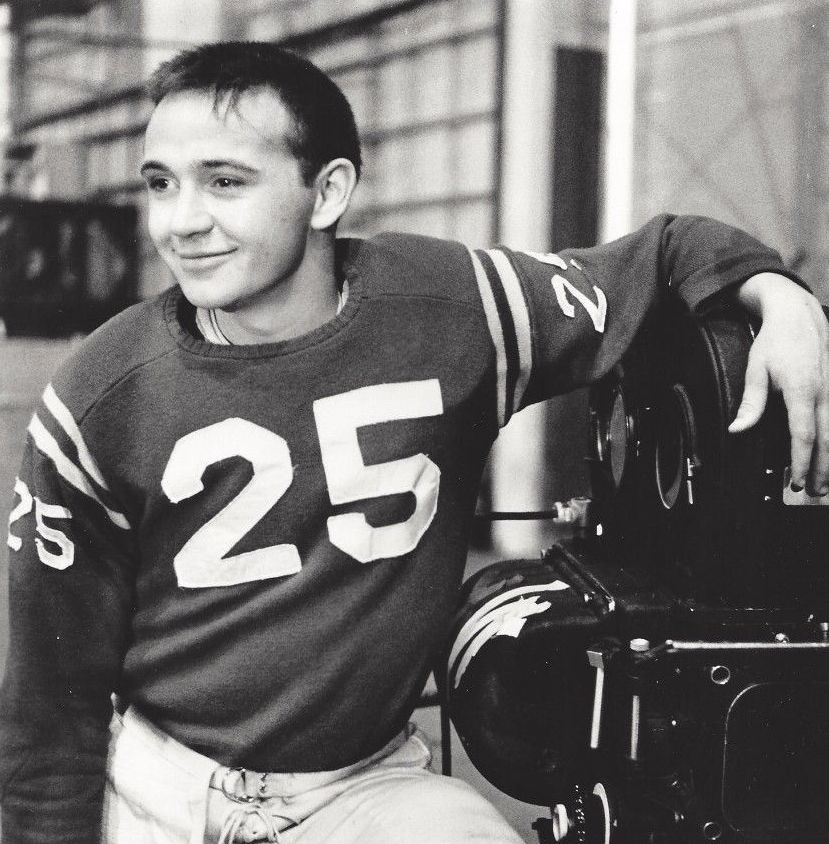
Tommy Kirk in Son of Flubber (1963)

- 1964: The Misadventures of Merlin Jones
- 1965: The Monkey’s Uncle
- 1965: Village of the Giants
- 1966: The Ghost in the Invisible Bikini
- 1967: Mars Needs Women
- 1967: It’s a Bikini World
- 1967: Catalina Caper
- 1967: Blood of Ghastly Horror
- 1969: It’s Alive!
- 1971: Ride the Hot Wind
- 1973: The Streets of San Francisco
- 1987: Streets of Death
- 1995: Attack of the 60 Foot Centerfold
- 1998: Little Miss Magic
- 1998: Billy Frankenstein
- 2000: Club Dead
- 2001: The Education of a Vampire